# Каріна Лонгворт
Каріна Лонгворт (нар. 10 липня 1980 р.) — американська кінознавчиня, авторка та журналістка проживає в Лос-Анджелесі.
Лонгворт пише, розміщує і продюсує подкаст «You Must Remember This», про «таємні та забуті історії першого століття Голлівуду».

## Освіта
Лонгворт отримала ступінь бакалавра образотворчих мистецтв у фільмі від художнього інституту Сан-Франциско та магістра мистецтв з кінознавства.

## Написання
Вона є одним із засновників блогу кінокультури «Cinematical» і раніше редагувала як «Cinematical», так і кіноблог «SpoutBlog»  і, живучи в Нью-Йорку, регулярно її слухали в міжнародному шоу Громадського радіо «The Takeaway». З 2010 по 2012 рік вона була редактором кіно та головним критиком «LA Weekly».
Лонгворт працювала у численних журналах, включаючи журнал «New York», «Filmmaker», «Time Out New York», «Cineaste», та «Las Vegas Weekly», а також інтернет-видання «Slate», «indieWIRE», «Щоденний звір», «Гаффінгтон Пост», «Селовий голос» та блог «Little Gold Men» від «Vanity Fair». 

## Критика Інтернет-фільму проти критики друкованого фільму
Коли вона ще була вебкритиком для «SpoutBlog», Лонгворт з'явилася у документальному фільмі «Любов до фільмів: історія американської кінокритики» пояснювала достоїнства ведення блогів — для створення діалогу з читачами. Щодо блогів вона продовжувала говорити: «У мене є ступінь магістра з кінознавства, але я не більш кваліфікована для ведення блогів, ніж студентка середньої школи у Вермонті». «The New York Times» назвав Лонгворт «жахливо розумною», і сказав Variety, «... це все блогерів — Носик, Cinematical, Movie City News і Голлівуд в іншому місці — що стали миттєвими барометри для того, як п'єси фільму».
У 2007 році Variety прокоментували: «Коли коло добре оплачуваних друкованих критиків скорочується за розмірами, наступне покоління шанувальників фільмів може прийти довіри критикам / блогерам, як ... Каріна Лонгворт (Spout), яка допомогла створити головний фільм-блог «Cinematical». «Нью-Йорк Таймс» прокоментував: «Чи справді критики з друку настільки важливі та найяскравіші? У Мережі повно дискусій про всілякі фільми».

## Ви повинні запам'ятати цейподкаст
У квітні 2014 року Лонгворт запустила «You Must Remember This» — подкаст, який висвітлює маловідомі історії Голлівуду з початку — середини ХХ століття. Досі було розповсюджено мережею Panoply спільно з журналом Slate, 145 епізодів, всі написані та оповідані Лонгворт. Це стало одним з найкращих подкастів фільму; Washington Post назвав це «обізнаним і кумедно смішним».

## Особисте життя
Лонгворт одружилася з режисером Ріаном Джонсоном у 2018 році.

## Праці
- Портативний SpoutBlog: пишномовність, огляди та репортажі з фільму-блогу, відредагованого Каріною Лонгворт (2009), ISBN 1448695716
- Майстри кіно: Джордж Лукас (2012), ISBN 2866429044
- Аль Пачіно: Анатомія актора (2013), ISBN 0714866644
- Меріл Стріп: Анатомія актора (2014), ISBN 0714866695
- Голівуд кадр за кадром: небачений сріблястий екран у контактних аркушах, 1951-1977 (2014), ISBN 1616892595
- Спокушання: секс, брехня та зоряність у Голлівуді Говарда Х'юза (2018), ISBN 0062440519

## Зовнішні посилання
- You Must Remember This podcast. Архів оригіналу за 30 березня 2020. Процитовано 19 березня 2020.
- Karina Longworth reviews. The Village Voice. Архів оригіналу за 23 квітня 2017. Процитовано 19 березня 2020.
- Karina Longworth reviews. Rotten Tomatoes. Архів оригіналу за 23 січня 2016. Процитовано 19 березня 2020.
- Karina Longworth articles. LA Weekly.
- Vanity Fair. {{cite magazine}}: Пропущений або порожній |title= (довідка)
- Karina Longworth articles. Cinematical. Архів оригіналу за 14 вересня 2018. Процитовано 19 березня 2020.
- Vidiocy: Karina Longworth's Blog. Архів оригіналу за 29 лютого 2020. Процитовано 19 березня 2020.